# Giuseppe Ugo Papi
Giuseppe Ugo Papi (Capua, 19 febbraio 1893 – Roma, 13 settembre 1989) è stato un economista italiano.

## Biografia
È stato rettore dell'Università "La Sapienza" di Roma dal novembre 1953 al 2 maggio 1966, quando diede le dimissioni dopo l'omicidio di Paolo Rossi, studente dell'università stessa. Fu anche Presidente della Consulta dei Senatori del Regno, nonché Cavaliere dell'Ordine Civile di Savoia, e membro dell'Accademia Nazionale dei Lincei.

## Opere (selezione)
- Prestiti esteri e commercio Internazionale in regime di carta moneta, Roma, A. Signorelli, 1923.
- Lezioni di economia politica raccolte nel corso dell'anno accademico 1924-1925, Roma, Libreria della Sapienza, 1925.
- Preliminari ai piani per il dopoguerra : reddito, alimentazione, disoccupazione, risanamento monetario, finanziamento ricostruzione, piani economici, Roma, Istituto internazionale di agricoltura, 1944.
- Teoria e politica dello sviluppo economico, a cura di G.U. Papi, Milano, Giuffrè, 1954.
- Teoria della condotta economica dello Stato, Milano, Giuffrè, 1956.
- Economia internazionale, volume 18º del Trattato italiano di economia, Torino, UTET, 1959.
- Dizionario di economia, Torino, UTET, 1967.